# Trần Tường 6h30
Trần Tường 6h30 hay Trần Tường sáu giờ rưỡi (giản thể: 陈翔六点半; phồn thể: 陳翔六點半; bính âm: Chén xiáng liù diǎn bàn; Hán-Việt: Trần Tường lục điểm bán), mà ở Việt Nam quen gọi thông tục là Hài Trung Quốc hay Đầu Khấc Series, là chương trình hài kịch chiếu mạng xoay quanh câu chuyện của một gia đình, lấy những mẩu chuyện ngắn để gây cười, do công ty Bạo Tiếu Giang Hồ (爆笑江湖) sản xuất và cũng được phát sóng trên nhiều kênh truyền hình ở Trung Quốc. Nhóm hài do đạo diễn Trần Tường (陈翔) quản lý.
Chương trình này ra mắt năm 2015, có bối cảnh linh hoạt và thời gian cố định. Diễn viên không cố định là một trong những điểm đặc sắc tạo nên sự mới mẻ cho các tập phim. Thời lượng lên sóng của mỗi tập từ hai đến ba phút, do một đến hai tình tiết tạo thành.

## Nhân vật
Các vai diễn trong phim gồm có:
- Nhuận Thổ (闰土)
- Đầu Khấc hay Đầu Nấm (蘑菇头)
- Thoái Thoái (腿腿, tên thật là Lưu Khiết 刘洁)[7]
- Mao Đài (毛台)
- Chú Lầy hay chú Trần (tức Muội đại gia 妹大爷, tên thật là Ứng Bảo Lâm 应宝林)
- Ngô Ma (吴妈)
- Cầu Cầu (球球, tên thật là Kỷ Văn Quân 纪文君)
- Trư Tiểu Minh (猪小明)
- Lãnh Mông (冷檬)
- Vương Trác Đẳng (王炸等)
- Đạo diễn Trần Tường đôi khi cũng tham gia diễn xuất.